# Noord-Beveland
Noord-Beveland (anhörenⓘ) ist eine Insel und zugleich eine Gemeinde in der niederländischen Provinz Zeeland. 1995 entstand die Gemeinde Noord-Beveland, als die bisherigen Gemeinden Kortgene und Wissenkerke zusammengeschlossen wurden.

## Lage und Verkehrsanbindung
Nördlich von Noord-Beveland liegt die Oosterschelde, südlich trennt das Veerse Meer die Insel von der Halbinsel Zuid-Beveland. Die (ehemalige) Insel ist sehr flach und liegt nur einen Meter über dem Meeresspiegel. Noord-Beveland stellt heute eine über eine Halbinsel mit dem Festland verbundene Halbinsel dar. Noord-Beveland ist nämlich über den Veerse Gatdam mit der Halbinsel Walcheren verbunden. Diese feste Landverbindung trennt das Veerse Meer von der Oosterschelde und damit von der Nordsee. Der Zandkreekdam ist der zweite Damm der vormaligen Insel und stellt eine Verbindung nach Wilhelminadorp (Gemeinde Goes) auf Zuid-Beveland her.
Zuletzt verbindet noch das Oosterschelde-Sturmflutwehr Noord-Beveland mit der Insel Schouwen-Duiveland im Norden. Östlich hiervon verläuft die Zeelandbrug durch die Oosterschelde nach Zierikzee; sie war bei ihrem Bau 1965 die längste Brücke Europas, und das ist sie immer noch für den Teil Europas ohne Skandinavien und Dänemark.

## Geschichte
Bei Colijnsplaat befand sich ein Tempel, der Nehalennia geweiht war, einer keltisch-germanische Göttin, Beschützerin der Fischer und Seeleute. Rund um diesen Tempel entstand eine Handelsniederlassung, die Ganuenta genannt wurde. Am Ende des dritten Jahrhunderts wurde das Gebiet entvölkert, weil regelmäßig Germanen einfielen und weil das Gebiet regelmäßig überschwemmt wurde.
Etwa ab 700 begann die Neubesiedelung. Nach der großen Sturmflut 1014 wurden die ersten Deiche und Warften angelegt. Um 1100 wurde die erste Kirche Noord-Bevelands in Welle gebaut. Diese wurde zur Mutterkirche aller mittelalterlichen Pfarrkirchen in Noord-Beveland, von denen heute nur noch die Nicolaaskerk in Kortgene existiert. Nach der großen Sturmflut von 1134 wurde Noord-Beveland insgesamt eingedeicht. Die Sankt-Felix-Flut (Sint-Felixvloed) überspülte am 5. November 1530 die gesamte Insel, und die Allerheiligenflut zerstörte im Jahr 1532, nur zwei Jahre später, alle Gebäude; nur die Kirchtürme von Kortgene und Wissenkerke ragten noch aus dem Wasser. An den Kirchturm von Kortgene wurde in der Folgezeit ein neues Kirchenschiff angebaut.
Die Bevölkerung von Noord-Beveland kam aus allen Teilen Zeelands, aber auch aus Flandern, Holland, dem Herzogtum Brabant, dem Herzogtum Limburg und sogar aus Deutschland, Frankreich, England, Schottland und der Schweiz. Der Dialekt von Noord-Beveland weist darauf hin, dass die meisten Kolonisten aus Schouwen-Duiveland zuwanderten.
1598 wurde Noord-Beveland teilweise eingepoldert. Die Dörfer Colijnsplaat und Kats wurden errichtet. Es folgten 1652 Wissenkerke, 1668 Geersdijk und 1684 der Rest von Noord-Beveland.
Das Gebiet war von der Flutkatastrophe von 1953 schwer betroffen; der Deich von Kortgene gehörte in der Nacht zum 1. Februar 1953 zu den ersten, die brachen.

## Versunkene Orte
Im Laufe der Zeit sind verschiedene Orte in Zeeland durch Sturmfluten u. ä. im Meer versunken. Auch Noord-Beveland blieb davon nicht verschont. Die folgende Aufstellung entstammt der „Liste versunkener Orte in Zeeland“ (Lijst van verdronken dorpen in Zeeland) in der niederländischen Wikipedia.

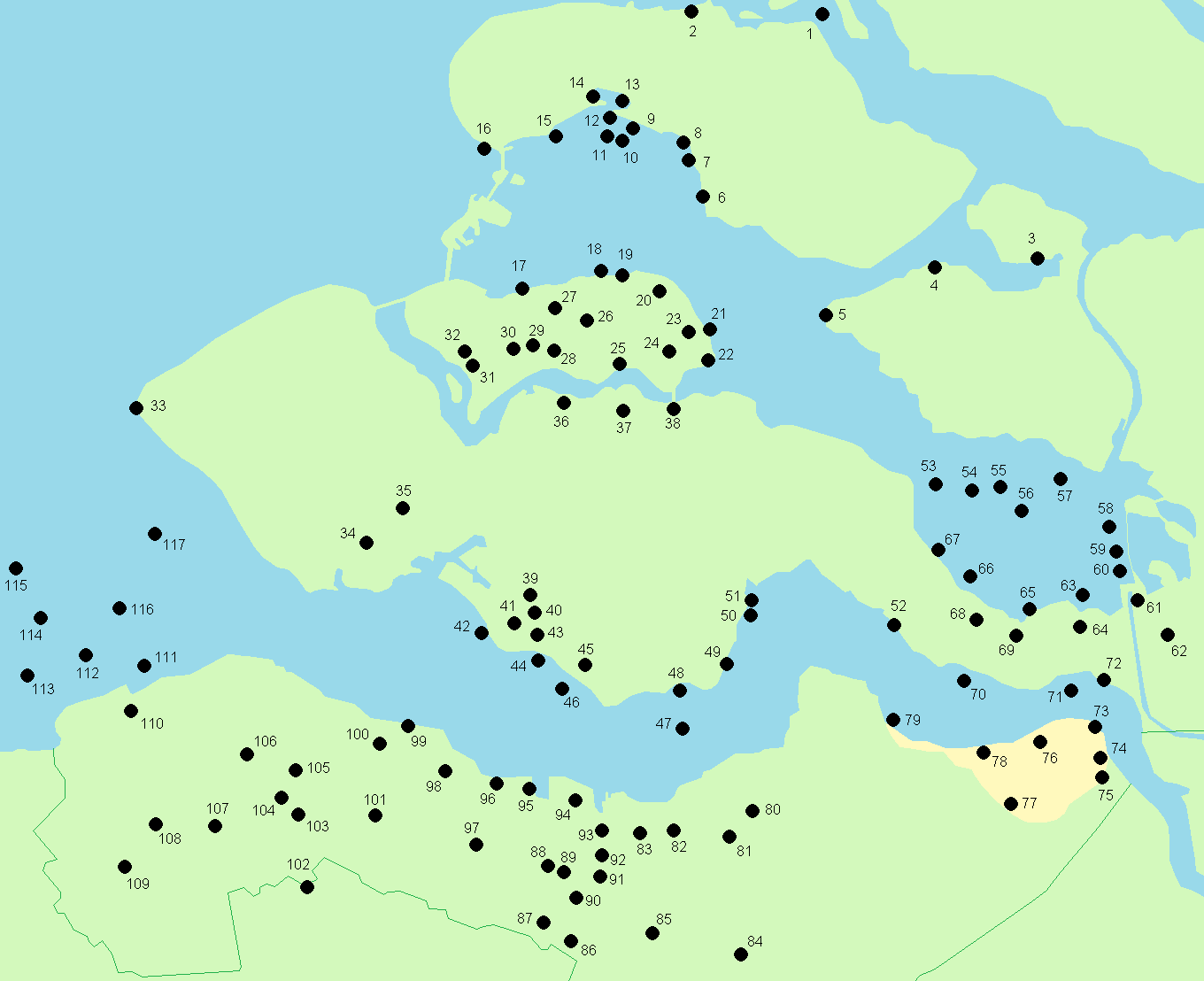
Untergegangene Orte in Zeeland

| Nr. | Ortsname (Namensvariante)                                 |
| --- | --------------------------------------------------------- |
| 17  | Weele (1530)                                              |
| 18  | Soecke (Hoeke, Houcke, Dijxhoeke, 's-Gravenhoecke) (1530) |
| 19  | Dekenskapelle (Noordwelle) (1463)                         |
| 20  | Welle (1530)                                              |
| 21  | Oud-Hamerstede (1304)                                     |
| 22  | ‘Oud’-Kats (Subburchdijc) (1530)                          |
| 23  | Emelisse (1530/1532)                                      |
| 24  | Nieuw-Hamerstede (Edekinge?) (1530)                       |
| 25  | ‘Oud’-Kortgene (1530/1532)                                |
| 26  | Offliet (Ghrutersdijc?) (nach 1460)                       |
| 27  | Schoonboom (1421?)                                        |
| 28  | ‘Oud’-Geersdijk (1530/1532)                               |
| 29  | ‘Oud’-Wissenkerke (1530/1532)                             |
| 30  | ‘Oud’-Wissenkerke (vor 1352)                              |
| 31  | Soelekerke (Soetelinkskerke) (1530/1532)                  |
| 32  | Campen (1530/1532)                                        |

Erstmals „entnommen“ im Januar 2012

## Politik

### Sitzverteilung im Gemeinderat
Seit der Gründung von Noord-Beveland im Jahr 1995 setzt sich der Gemeinderat folgendermaßen zusammen:
| Partei                            | Sitze | Sitze | Sitze | Sitze | Sitze | Sitze | Sitze | Sitze |
| Partei                            | 1994  | 1998  | 2002  | 2006  | 2010  | 2014  | 2018  | 2022  |
| --------------------------------- | ----- | ----- | ----- | ----- | ----- | ----- | ----- | ----- |
| Noord-Bevelands Belang a          | –     | 3     | 4     | 3     | 3     | 2     | 4     | 4     |
| VVD                               | 2     | 3     | 2     | 2     | 3     | 3     | 2     | 2     |
| SGP                               | 1     | 1     | 1     | 2     | 2     | 2     | 2     | 2     |
| PvdA                              | 2     | 2     | 2     | 3     | 2     | 1     | 1     | 2     |
| GroenLinks                        | –     | –     | –     | –     | –     | –     | –     | 2     |
| CDA                               | 4     | 4     | 4     | 3     | 3     | 2     | 2     | 1     |
| D66                               | –     | –     | –     | –     | –     | –     | 1     | 1     |
| BEtrokken Noord-Beveland          | –     | –     | –     | –     | –     | 3     | 1     | 1     |
| Gemeentebelangen Noord-Beveland a | 2     | –     | –     | –     | –     | –     | –     | –     |
| Kiesvereniging Noord-Beveland a   | 2     | –     | –     | –     | –     | –     | –     | –     |
| Gesamt                            | 13    | 13    | 13    | 13    | 13    | 13    | 13    | 13    |

Anmerkungen

### Politische Gliederung
Die Gemeinde wird in folgende Ortsteile aufgeteilt:
| Nr. | Ort          | Einwohner |
| --- | ------------ | --------- |
| 00  | Kortgene     | 2.100     |
| 01  | Colijnsplaat | 1.575     |
| 02  | Kats         | 470       |
| 03  | Kamperland   | 2.195     |
| 04  | Wissenkerke  | 1.245     |
| 05  | Geersdijk    | 360       |
|     | Gemeinde     | 7.945     |

1. ↑  Bezirksnummer
2. ↑  (Stand: 1. Januar 2024)